# اکاتیپورا
اکاتیپورا (به انگلیسی: Achattipura) یک روستا در هند است که در کارناتاکا واقع شده‌است.